# جو بيرنستاين
جو بيرنستاين (بالإنجليزية: Joe Bernstein)‏ هو لاعب كرة قدم أمريكية أمريكي، ولد في 23 نوفمبر 1893 في إلميرا في الولايات المتحدة، وتوفي في 28 مارس 1967 في أورانج ‏ في الولايات المتحدة.

## وصلات خارجية
- جو بيرنستاين على موقع مرجع كرة القدم المحترفة.كوم (الإنجليزية)